# Tsjetsjeense diaspora

Verspreidheid van Tsjetsjenen in Rusland, 2010

De Tsjetsjeense diaspora (Tsjetsjeens:Нохчийн диаспора) is een begrip dat wordt gebruikt om alle Tsjetsjeense gemeenschappen wereldwijd te beschrijven buiten Tsjetsjenië, inclusief Tsjetsjenen die in andere delen van Rusland leven. Een aanzienlijk deel van Tsjetsjenen leeft ook in Dagestan, Ingoesjetië en de Moskouse Oblast.
Buiten Rusland leven voornamelijk afstammelingen van Tsjetsjenen die gevlucht waren tijdens de 19de-eeuwse Kaukasische Oorlog (wat leidde tot de annexatie van Tsjetsjenië door het Russisch Keizerrijk en de deportatie naar Centraal-Azië van de Waynakhbevolking). Rond de eeuwwisseling hebben Tsjetsjeense vluchtelingen zich gevestigd in de Europese Unie en elders ten gevolge van de Eerste en Tweede Tsjetsjeense Oorlog.